# Meerrijig epitheel
Meerrijig epitheel, pseudogestratificeerd epitheel of epithelium pseudostratificatum is een eenlagig epitheel dat lijkt op een meerlagig epitheel doordat de kernen van de cellen niet allen op dezelfde hoogte zitten ten opzichte van de basale membraan. Ze zitten wel degelijk allemaal op de basale laag, maar ze komen niet allemaal aan de oppervlakte.
Dit epitheel komt vooral voor in de luchtpijp, hier meestal voorzien van trilharen, en ook in de genitale afvoerwegen. Het komt ook voor bij het neuro-epitheel.
|  |  |